# Ivone Ramos
Ivone Aida Lopes Fernandes Ramos (7 tháng 9 năm 1926  – 3 tháng 3 năm 2018)  là một nhà văn của Cabo Verde.

## Tiểu sử
Bà được sinh ra trong gia đình của Armando Napoleão Coleues Fernandes và Alice Lopes da Silva Fernandes, bà thuộc về một gia đình có nhân vật văn học vĩ đại bao gồm chú của mình là Jose Lopes da Silva, nhà thơ, anh em họ của bà là António Aurélio Gonçalves và Baltasar Lopes da Silva Untila Amarílis và anh rể của bà là Manuel Ferreira.
Năm 6 tuổi, bà trở lại Assomada. Bà thích đọc sách từ khi còn nhỏ, thể loại yêu thích của bà là tiểu thuyết chính trị, tình yêu, và truyện gián điệp, sách thời trung cổ và những cuốn khác, nơi cha bà mở một nhà thư viện nơi bà sống. Bằng cách này, bà lớn lên và được giáo dục với các vấn đề của địa phương và thế giới.
Sau đó, bà chuyển đến đảo São Vicente và sống trong nhà của chú mình, nhà văn António Aurélio Gonçalves, nơi bà bắt đầu viết truyện và sách dân gian từ Cape Verde, vì bà biết và thích kể cho anh nghe. Những câu chuyện này đã được những người hàng xóm của bà, những bà nội trợ của họ và những người lớn tuổi ở Santa Catarina và São Nicolau kể lại, trong sân và cửa nhà, với bầu trời đầy sao và những cậu bé ngồi kể chuyện. Đây là những câu chuyện về những thầy phù thủy, những người có sức mạnh phi thường, hoặc người anh hùng thực hiện một nhiệm vụ đầy nguy hiểm. Bà không bao giờ gọi hoặc quan tâm đến nhà văn.
Chỉ nhiều, rất nhiều, về sau, những câu chuyện này được cung cấp trong một nguồn cảm hứng để viết một loạt sách. Cuốn sách đầu tiên của bà là Vidas Vividas xuất bản năm 1990. Bà đã chỉnh sửa lại cuốn sách của cha mình Léxico do dialecto crioulo do arquipélago de Cabo Verde vào năm 1990 tại Mindelo. Sau đó, bà đã tạo ra nhiều câu chuyện hơn bao gồm "Futcera ta cendê na Rotcha" (2000) và "Exilada" (2005). Sau đó vào năm 2009, bà đã xuất bản một cuốn truyện ngắn thiếu nhi có tựa đề Mam Bia tita conta estória na criol (Mãe Bia está a contar histórias em crioulo).
Một thợ may, thợ may (hoặc snider) đã may quần áo và có một khía cạnh nghệ thuật được thể hiện thông qua các sản phẩm thủ bàng, và bánh kẹo truyền thống như chăn chắp vá, túi của người bán hàng ở chợ, thêu, búp bê vải và nhiều đồ trang trí.

## Cuộc sống cá nhân
Sau đó, bà kết hôn với Arnaldo da Silva Gonçalves và nuôi con, một trong số đó, Carlos Filipe Gonçalves, là một nhà báo.